# Тронь, Василий Игнатьевич
Василий Игнатьевич Тронь (укр. Василь Гнатович Тронь; род. 1925 год, село Вертиевка) — председатель колхоза имени XXII съезда КПСС Радеховского района Львовской области, Украинская ССР. Герой Социалистического Труда (1971).

## Биография
Родился в 1925 году в крестьянской семье в селе Вертиевка. С 1943 года участвовал в Великой Отечественной войне в составе 4-й стрелковой роты 1083-гострелкового полка 321-й стрелковой дивизии 91-го стрелкового корпуса 2-го Прибалтийского и 1-го Белорусского фронтов.
С конца 1950-х годов — председатель колхоза имени XXII съезда КПСС Радеховского района. Член КПСС.
Вывел колхоз в число передовых сельскохозяйственных предприятий Львовской области. Указом Президиума Верховного Совета СССР от 8 апреля 1971 года «за успехи, достигнутые в развитии сельскохозяйственного производства и выполнении пятилетнего плана продажи государству продуктов земледелия и животноводства» удостоен звания Героя Социалистического Труда с вручением ордена Ленина и золотой медали «Серп и Молот».
Избирался депутатом Львовского областного Совета народных депутатов 13 — 15 созывов (1971—1977).
Награды
- Герой Социалистического Труда
- Орден Ленина
- Орден Трудового Красного Знамени (22.03.1966)
- Орден Отечественной войны 2 степени (06.04.1985)
- Орден Славы 3 степени (20.08.1944)
- Медаль «За доблестный труд в Великой Отечественной войне 1941—1945 гг.»